# Fotboll i England

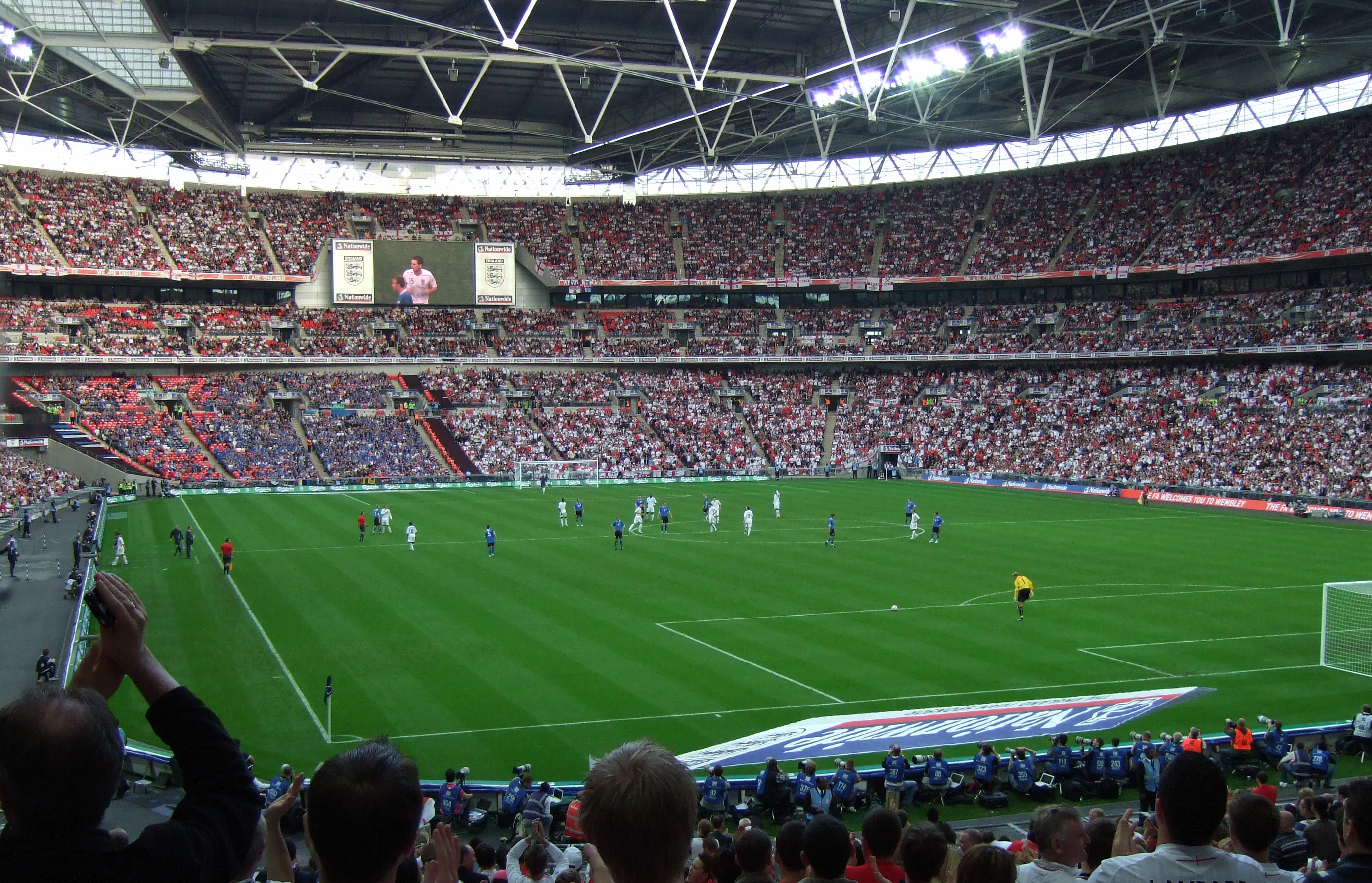
Englands herrlandslag i fotboll i en match på Wembley Stadium 2007.

Fotboll i England är en nationalsport och platsen vid mitten av 1800-talet där den moderna organiserade fotbollen startade.
Det engelska fotbollsförbundet heter The Football Association (FA), grundat redan 1863.
Dagens engelska ligasystem för herrar toppas av Premier League, som rankas som en av de främsta ligorna i Europa. Under Premier League finns English Football League (EFL), tidigare kallad The Football League, som sköter tre divisioner: The Championship, League One och League Two. Under EFL finns National League, som också sköter tre divisioner: National League, National League North och National League South. Under National League finns tre regionala ligor: Northern Premier League, Southern Football League och Isthmian League. Under de sistnämnda finns en stor mängd regionala ligor.
Den främsta cupturneringen för herrar i England är FA-cupen, som spelats sedan säsongen 1871/72. Vidare finns Ligacupen, Football League Trophy, FA Trophy och ett stort antal andra cuper.
Inför varje säsong möts föregående säsongs ligamästare och FA-cupmästare för herrar i en match som kallas Community Shield.
På damsidan heter den högsta ligan FA Women's Super League (FA WSL), vilken består av två divisioner. Under den finns FA Women's Premier League, som består av sex divisioner. Motsvarigheten till herrarnas FA-cup heter FA Women's Cup och det finns även ligacuper som heter FA WSL Cup och FA Women's Premier League Cup.
Herrlandslaget vann VM på hemmaplan 1966, men har förutom ett brons i EM 1968 inte tagit några fler mästerskapsmedaljer.
Damlandslaget tog brons i VM 2015 och har även två silver (1984 och 2009) och ett brons (1995) i EM.
Intresset för engelsk fotboll har även spritts långt utanför England. Sedan Tipsextra lanserades i Sverige den 29 november 1969 kunde svenskar se fotboll från England i TV under  vintern, från 1990-talet utökades detta till hela den engelska säsongen.